# الین نیلسن
الین نیلسن (انگلیسی: Elin Nilsen؛ زادهٔ ۱۲ اوت ۱۹۶۸) اسکی‌باز صحرانوردی اهل نروژ است. وی  از سال 1990 تا 2004 در مسابقات شرکت داشت. او در رشته‌ی 4×5 کیلومتر المپیک‌های زمستانی 1992 ، 1994 ، 1998 مدال نقره کسب کرد.